# Championnats du monde de VTT marathon 2015
Navigation
2014 2016
Les championnats du monde de VTT marathon 2015 ont lieu à Val Gardena en Italie le 28 juin 2015.

## Classements

### Hommes
Distance à parcourir : 87 km
| Pos | Nom              | Pays      | Temps             |
| --- | ---------------- | --------- | ----------------- |
| 1   | Alban Lakata     | Autriche  | 4 h 24 min 46 s 0 |
| 2   | Christoph Sauser | Suisse    | + 2 min 7 s       |
| 3   | Leonardo Paez    | Colombie  | + 2 min 15 s      |
| 4   | Periklis Ilias   | Grèce     | + 4 min 33 s      |
| 5   | Damiano Ferraro  | Italie    | + 4 min 54 s      |
| 6   | Marcus Kaufmann  | Allemagne | + 5 min 8 s       |
| 7   | Samuele Porro    | Italie    | + 6 min 40 s      |
| 8   | Roel Paulissen   | Belgique  | + 7 min 27 s      |
| 9   | Lukas Buchli     | Suisse    | + 9 min 42 s      |
| 10  | Kristián Hynek   | Tchéquie  | + 12 min 20 s     |

### Femmes
Distance à parcourir : 60 km
| Pos | Nom                    | Pays        | Temps             |
| --- | ---------------------- | ----------- | ----------------- |
| 1   | Gunn-Rita Dahle Flesjå | Norvège     | 3 h 34 min 13 s 6 |
| 2   | Annika Langvad         | Danemark    | + 3 min 18 s      |
| 3   | Sabine Spitz           | Allemagne   | + 9 min 30 s      |
| 4   | Ariane Kleinhans       | Suisse      | + 11 min 14 s     |
| 5   | Sally Bigham           | Royaume-Uni | + 11 min 43 s     |
| 6   | Yana Belomoina         | Ukraine     | + 17 min 44 s     |
| 7   | Esther Süss            | Suisse      | + 18 min 20 s     |
| 8   | Christina Kollmann     | Autriche    | + 19 min 20 s     |
| 9   | Lea Davison            | États-Unis  | + 21 min 44 s     |
| 10  | Daniela Veronesi       | Italie      | + 23 min 0 s      |